# Asperula virgata
Asperula virgata е вид растение от семейство Брошови (Rubiaceae). Видът е застрашен от изчезване.

## Разпространение
Разпространен е в Турция.